# Светлов, Александр Михайлович
Александр (Сандро) Михайлович Светлов (5 июля 1939, Москва — 18 октября 2018, там же) — советский и российский киноактёр, режиссёр игрового и документального кино и дубляжа, сценарист. Член Союза кинематографистов СССР.

## Биография
Сын поэта, лауреата Ленинской премии Михаила Светлова и сценариста Родам Амирэджиби (1918—1994), сестры грузинского писателя Чабуа Ираклиевича Амирэджиби.
Поступил во ВГИК на режиссёрский факультет (мастерская С. А. Герасимова и Т. Ф. Макаровой) и в 1967 году окончил его. После окончания института работал на киностудии «Мосфильм» режиссёром-постановщиком.
Как режиссёр впервые дебютировал в 1963 году, сняв на киностудии им А. Довженко свой первый комедийный короткометражный фильм «Пчёлы и люди» по мотивам романа М. Зощенко.
С 1970 года Александр Светлов увлёкся созданием документальных фильмов. Его фильм «Наш марш» (1970) посвящён истории Советского Союза от начала Первой мировой войны до мирных дней после окончания Великой Отечественной войны. Этот фильм был отмечен наградой Гран-при «Золотой голубь» МКФ неигрового и анимационного кино в Лейпциге. Киноленту «Интернационал» (1971) он посвятил столетию Парижской коммуны.
Вместе с народной артисткой РСФСР Т. Демидовой организовал «Литературный театр Льва Толстого», выступавший в Ясной Поляне, Никольско-Вяземском, Москве, Туле и др.
Последним большим творением Сандро Светлова была новелла «По большому счёту» в киножурнале «Фитиль» (1987). Вместе с режиссёрами Владимиром Хотиненко и Владимиром Морозовым Светлов срежиссировал картину «Вечерний звон», которая вышла на экраны в 2003 году.
Выступил несколько раз в роли актёра. Снимался в фильмах «Нейлон 100 %» и «Лицом к лицу».
С 1987 года занимался дубляжом фильмов иностранного производства. Среди его работ — киноленты «Французский канкан», «Женщина французского лейтенанта», «Доказательств убийства нет», «Астерикс против Цезаря».

## Избранная фильмография

### Актёрские работы
- 1973 — Нейлон 100 %
- 1986 — Лицом к лицу — Джапаридзе

### Режиссёрские работы
- 1963 — Пчёлы и люди (короткометражный)
- 1967 — Морские рассказы (совместно с Алексеем Сахаровым)
- 1970 — Наш марш (документальный, совм. с Александром Шейном)
- 1971 — Интернационал (документальный, совм. с Шейном)
- 1974 — Стоянка — три часа[2]
- 1977 — Счёт человеческий[3]
- 1982 — Формула света[4]
- 1986 — Чегемский детектив
- 1987 — Фитиль
- 2003 — Вечерний звон (совместно с Владимиром Хотиненко и Владимиром Морозовым)

#### Режиссёр дубляжа
- 1954 — Французский канкан / French Cancan
- 1979 — Доказательств убийства нет / Für Mord kein Beweis
- 1981 — Женщина французского лейтенанта / The French Lieutenant’s Woman (советский дубляж)
- 1985 — Белая роза бессмертия
- 1985 — Сладкие грёзы / Sweet Dreams
- 1985 — Астерикс против Цезаря / Astérix et la Surprise de César
- 1991 — Осада Венеции

### Сценарные работы
- 1967 — Морские рассказы[5]